# Ravenea latisecta
Ravenea latisecta är en enhjärtbladig växtart som beskrevs av Henri Lucien Jumelle. Ravenea latisecta ingår i släktet Ravenea och familjen Arecaceae. IUCN kategoriserar arten globalt som akut hotad. Inga underarter finns listade i Catalogue of Life.